# (576) Emanuela
(576) Emanuela ist ein Asteroid des Hauptgürtels, der am 22. September 1905 vom deutschen Astronomen Paul Götz in Heidelberg entdeckt wurde. 
Der Asteroid wurde nach einer Freundin des Entdeckers benannt.